# マッシュGO!!
『マッシュGO!!』（マッシュゴー）は、原作：小森陽一、作画：米林昇輝による日本の少年漫画。『週刊少年マガジン』（講談社）において、2009年15号から29号まで連載された。

## あらすじ
かつて多数の功績を挙げながら、現在は家庭犬の飼育所となっていた門倉警察犬訓練所に、1匹のジャーマン・シェパード・ドッグが生まれる。彼は伝説の警察犬と呼ばれたレスターの子だが、アルビノで全身が真っ白だった。
事故で家族を喪い、訓練所に預けられている女子高校生・門倉リョウは、このジャーマン・シェパードを「マッシュ」と名付け、立派な警察犬に育てようと奮闘する。

## 登場人物
マッシュ
本作の主人公。アルビノのジャーマン・シェパード。
門倉リョウ（かどくら リョウ）
本作のヒロイン。幼少の頃に交通事故で家族を亡くし、ショックから心因性の失声症になるが、困難にめげずに訓練をこなすハナに触発されて快復した過去を持つ。
門倉武志（かどくら たけし）
門倉警察犬訓練所の所長。リョウの親戚で、現在のリョウの保護者。
広瀬リク（ひろせ リク）
広瀬警察犬訓練所の跡取り息子で、訓練士。マッシュには警察犬は無理だとして、裕福な家へ売ることを勧める。
ハナ
マッシュの母犬。警察犬を目指していたが採用試験に漏れ、警察犬になることは叶わなかった。難産で、マッシュを生んだ後に死去。
レスター
マッシュとシュバルツの父犬。伝説の警察犬。
シュヴァルツ
マッシュの異母兄。広瀬警察犬訓練所の犬で、マッシュとは対照的に凶暴な風格を持つ。

## 書誌情報
- 小森陽一（原作）、米林昇輝（作画） 『マッシュGO!!』 講談社〈講談社コミックス〉、全2巻
  1. 2009年6月17日第1刷発行（2009年6月17日発売[3]）、ISBN 978-4-06-384154-1
  2. 2009年7月17日第1刷発行（2009年7月17日発売[4]）、ISBN 978-4-06-384168-8